# Iglesia de San Pedro de Romaña
La iglesia parroquial de San Pedro de Romaña, en Trucios (Vizcaya, España) es un templo de planta rectangular, con torre a los pies, y consta de tres naves desiguales, repartidas en tres tramos más cabecera. La nave central es más ancha que las laterales y la del flanco sur más estrecha que el norte, por los condicionantes del terreno en que se asienta. Las dos naves laterales rematan en recto mientras la nave central remata en ábside ochavado de tres paños. La cobertura es enteramente en bóvedas muy altas de crucería gótica de distinto tipo, que arrancan de cuatro gruesas columnas renacentistas centrales y pilastras en los lados.
El edificio es una mezcla de dos estilos: el gótico, que afecta a la parte de la cabecera y primer tramo, y el renacimiento, que abarca el resto del edificio, las naves enrasadas a la misma altura. Los dos tramos zagueros de las naves constituyen un salón columnario renacentista. El clasicismo se acentúa en el coro y en la portada-fachada de los pies, con la hornacina que guarda la imagen pétrea de San Pedro.
El primer tramo, junto al altar es escalonado, mientras los dos tramos restantes se dan en un mismo plano. Existe un espacioso coro sentado sobre arcos rebajados que arrancan de las gruesas columnas.

## Fachadas
El exterior reflejo de la diversidad interior, presentando dos cuerpos claramente diferenciados: el primero formado por dos tramos es más externo, de mayor anchura y altura, representa un volumen diferenciado situado a los pies de la iglesia cuyos muros se refuerzan con potentes contrafuertes, el segundo cuerpo formado por el tramo de la cabecera es más estrecho, fragmentado y de menor altura, en él se sitúa la sacristía, como elemento adosado lateralmente.
La iglesia de San Pedro presenta su fachada principal, en orientación sur, sobre un alto por lo que su presencia visual es importante desde el acceso al pueblo por las Encartaciones.
La iglesia se muestra a un espacio inferior de carácter festivo y de reunión, que actualmente está ocupado por una plaza de toros de baja altura. El acceso a la iglesia requiere salvar el fuerte desnivel existente, mediante dos escalinatas simétricas que conducen desde el perímetro exterior de la plaza de toros a la zona central del pórtico. El área entre la plaza de toros y las escalinatas de acceso a la iglesia no está ordenado, siendo atravesado por un camino e invadido parcialmente por la carretera.
La fachada sur, del mediodía, está condicionada por un extenso pórtico adosado, que actúa como elemento de recepción y oculta la parte inferior de la fachada. Se dispone con 8 postes y cubierta de madera con teja cerámica curva, solado de piedra y cierres laterales con muros de mampostería en los que se practican sendas puertas para posibilitar un recorrido alrededor de la iglesia. En el pórtico, se abre un acceso al segundo tramo del edificio, encontrándose descentrado respecto al mismo, actualmente este acceso secundario está en desuso y cegado por un armario en el interior de la iglesia. Está formado por una portada abocinada, en arco apuntado por tres arquivoltas conformadas por baquetones, como las columnillas en que apea y enmarcado por chambrana. En las claves de los baquetones se disponen pequeños escudos. El faldón de la cubierta corta en su encuentro con el muro una ventana gótica a la altura del arco. La parte de fachada cubierta por el pórtico está enfoscada, mientras el resto es de mampostería desnuda y los esquinales son de sillería.
La fachada muestra un prisma rectangular con tres contrafuertes de sillería de los dos tramos próximos a la torre, entre los que se abren vanos abocinados. Destaca un vano con tracería flamígera, arcos trilobulados y burbuja. El tramo de la cabecera se presenta fragmentado, en otro plano, responde a otro concepto y tiene menor presencia.
En la fachada oeste a los pies de la nave central se encuentra la torre barroca, cobijando bajo un enorme nicho, el acceso principal. Previo al acceso, una escalinata clásica salva el desnivel entre la carretera y la entrada. La torre es de planta cuadrada, de cuatro tramos y fábrica de sillería. El piso superior es un campanario de dos cuerpos, que arranca del nivel de la cornisa del tejado hasta donde alcanza la gran hornacina en cañón de medio punto de escala monumental de la portada principal. En la base de la torre se perfora su cara frontal con un arco de medio punto entre pilastras, con arquitrabe superior y sobre él un templete con hornacina que acoge una imagen de San Pedro en piedra, coronada por un frontón triangular con pirámides rematadas con bolas.
La fachada este muestra el ábside poligonal de tres paños con contrafuertes de sillería en las aristas, llamando la atención dos de ellos por su planta circular. Se observa un cuerpo más bajo adosado lateralmente a la cabecera en su parte norte, donde se sitúa la sacristía. Entre los contrafuertes próximos al pórtico existe un vano gótico. El cierre lateral del pórtico y la sacristía restan presencia a los contrafuertes y la cabecera.
La fachada norte, se sitúa a la misma cota que la carretera y repite los esquemas volumétricos del sur; prisma rectangular con tres contrafuertes de sillería, en los dos tramos de los pies y cuerpo diferencial fragmentado en dos planos y menor escala en el tramo de la cabeza. Se acentúa la verticalidad de los contrafuertes, ante la inexistencia de pórtico. Son muros de mampostería, con basamento, desprovistos de ornamentos, más sobrios. Presentan entre los contrafuertes vanos de menor entidad, uno de ellos el más cercano a los pies es abocinado y circular. El tramo de la cabecera, se prolonga por la existencia de la sacristía.
En alzado e interiormente, las naves laterales son más bajas que la central en el 1º tramo, y marcan mediante un cerramiento superior recogido por arcos levemente ojivales una diferencia con el resto de la iglesia, mientras que las dos restantes alcanzan la misma altura, ofreciendo en este ámbito, el aspecto de Iglesia-Salón o columnaría, espacialmente unitaria. Cuenta con un coro alto a los pies de la nave central en arco escarzano.

## Interior
El interior del templo se resuelve mediante cobertura en bóvedas de crucería gótica diversa, sobre cuatro gruesas columnas renacentistas centrales y pilastras en los lados. Es una bóveda de tipo estrellado de cuatro puntas, un tercelete que se repite nueve veces sobre otras tantas "capillas". El tramo primero de la nave central dispone de una ligadura axial, nervio axial que no se prolonga a través de toda la nave. Por las naves se observan claves policromadas mayoritariamente en rojo, de forma poligonal, mostrando castillos, aspas y llaves de San Pedro.
Las tres naves se definen por soportes exentos muy variados. Los exentos son columnas cilíndricas muy gruesas a las que caen los nervios de la bóveda. Las delanteras ofrecen variaciones formales, con cinco fustecillos estructurales. Los otros dos son lisos, evolucionando respecto los primeros. Las diferencias se aprecian también en los capiteles; los próximos a los pies son sencillos anillos que recogen el haz de nervios mientras los dos son más bajos y con motivos vegetales. Igualmente son diferentes los sistemas de basamento, de formas complejas, góticas basándose en penetraciones en los pilares delanteros, mientras son simples, con toro y escocia y molduras convexas y cóncavas los zagueros.
Los soportes adosados recogen la misma diferenciación. Las pilastras en la embocadura de la capilla mayor enlazan los pilares delanteros con una decoración frondosa tanto en capiteles como basamento. Los pilares que adosados a los muros marcan la separación entre los tramos primero y segundo son semioctogonales y llevan columnillas adosadas para recibir los nervios de la bóveda. Los que definen el tramo segundo y tercero transcriben el sistema depurado y simplificado de los pilares exentos y son columnas cilíndricas adosadas con capiteles y basas toscanos. En los muros de los pies, sobre los ejes de las líneas de columnas los soportes de los nervios son ménsulas de vaso.
El coro se sitúa sobre los pies. Se accede por una escalera exterior, la misma que sirve a la torre. El coro forma un espacio de baja altura en la entrada de la iglesia con una bóveda gótica muy plana con terceletes de nervios rectos y arco rebajado. El coro, donde se ubica un órgano, es un protagonista de escala humana dentro del gran salón-iglesia.
Interiormente la iluminación se consigue mediante vanos de medio punto ligeramente abocinados, con arquivoltas. Destacada entre todas el de la cabecera con tracería. Todos los vanos están cerrados con vidrieras. Los muros interiores son fábrica de mampostería con revoco. Los escalones de acceso al presbiterio son de granito. El suelo es un entablado de madera, pero bajo el mismo existe un solado anterior de piedra.